# Dischidiopsis ramosii
Dischidiopsis ramosii är en oleanderväxtart som beskrevs av Rudolf Schlechter. Dischidiopsis ramosii ingår i släktet Dischidiopsis och familjen oleanderväxter. Inga underarter finns listade i Catalogue of Life.